# Diocese de Palmares
A Diocese de Palmares (Dioecesis Palmopolitana) é uma circunscrição eclesiástica da Igreja Católica no Brasil, pertencente à Província Eclesiástica de Olinda e Recife e ao Conselho Episcopal Regional Nordeste II da Conferência Nacional dos Bispos do Brasil, sendo sufragânea da Arquidiocese de Olinda e Recife. A sé episcopal está na Catedral Nossa Senhora da Conceição dos Montes, na cidade de Palmares, no estado de Pernambuco.

## Histórico
A Diocese de Palmares foi erigida a 13 de janeiro de 1962, pelo Papa João XXIII, desmembrada da Diocese de Garanhuns e da Arquidiocese de Olinda e Recife.

## Demografia
Em 2020, a diocese contava com uma população aproximada de 605.448 habitantes, com 65% de católicos.
O território da diocese é de 3.797 km², organizado em 25 paróquias , 2 Quase-paróquias e 2 Áreas Pastorais. Que são distribuídas em 18 municípios da Mata Sul, do Litoral Sul e do Agreste de Pernambuco, são eles: Água Preta, Barreiros, Belém de Maria, Catende, Cortês, Cupira, Gameleira, Jaqueira, Joaquim Nabuco, Lagoa dos Gatos, Maraial, Palmares, Ribeirão, Rio Formoso, São José da Coroa Grande, Sirinhaém, Tamandaré e Xexéu.

## Bispos
|                 | Nome                              | Período   | Notas                             |
| Bispos          | Bispos                            | Bispos    | Bispos                            |
| --------------- | --------------------------------- | --------- | --------------------------------- |
| 4º              | Fernando Barbosa dos Santos, C.M. | 2021-     | Atual                             |
| 3º              | Henrique Soares da Costa †        | 2014-2020 |                                   |
| 2º              | Genival Saraiva de França         | 2000-2014 | Bispo Emérito                     |
| 1º              | Acácio Rodrigues Alves †          | 1962-2000 |                                   |
| Bispo-coadjutor |                                   |           |                                   |
|                 | José Doth de Oliveira             | 1989-1991 | Nomeado Bispo-coadjutor de Iguatu |